# A la Costa Sud
A la Costa Sud est un album-compilation réalisé et produit par le musicien-producteur italian Pino Presti, sous le label Edizioni Musicali Curci.

## L'album

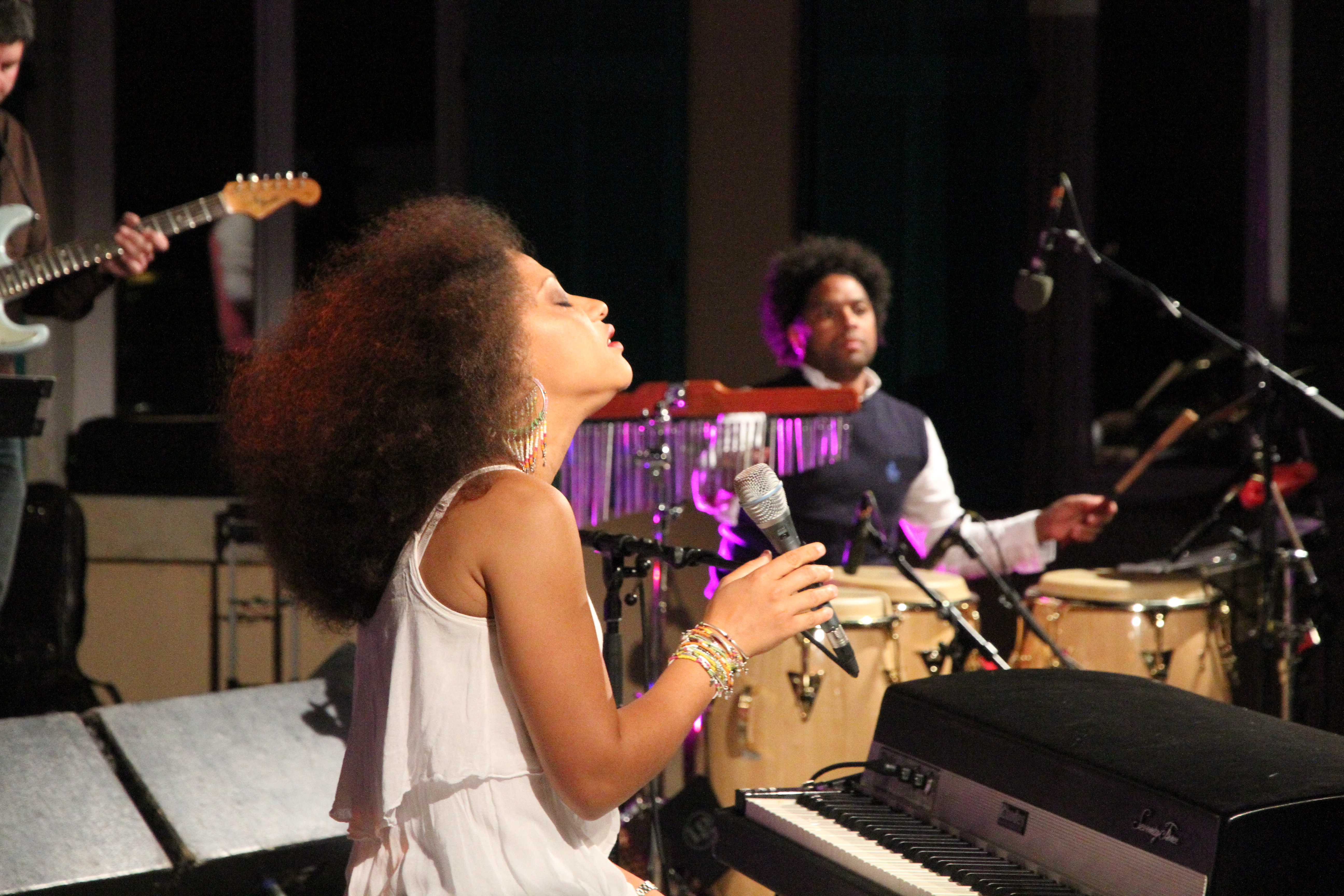
La chanteuse-pianiste cubaine Janysett McPherson

L’album est constitué de trois CD contenant une ample sélection de musiques internationales, et réunit chanteurs et instrumentistes provenant d’origines et de continents divers. Il présente des artistes à la carrière riche et suivie, qui font partie des plus talentueux sur le  territoire français (mais pas seulement) et qui se produisent fréquemment dans les clubs, théâtres et festivals de la Côte d’Azur. Parmi eux, le bassiste Jean-Marc Jafet, le trompettiste François Chassagnite, la chanteuse-pianiste Janysett McPherson, le chanteur-bassiste Scott Parker Allen, les chanteuses Nina Papa, Isa Rabaraona, Giorgia Mancio, Timothée, le pianiste Francesco Crosara, le saxophoniste Ruben Paz, les guitaristes Linus Olsson, Marc Guillermont et Thierry Galliano, le groupe Conjunto Massalia – pour n’en citer que quelques-uns,,,,,,. D’autres, comme les chanteuses Shirley Bunnie Foy et Lilian Terry, et le saxophoniste Amedeo Bianchi connus et appréciés également en Italie,,.
Genres musicaux
Les genres musicaux présentés dans l’album sont des plus variés, et vont du jazz à la musique latine, des musiques du monde au funk, à la pop, à la musique électronique, au lounge et au RNB.
La compilation est  distribuée physiquement dans la majorité des points de vente de Halidon et est  présente dans les plus importantes plateformes digitales Une  attention particulière a été  réservée  aux images, avec un parti-pris esthétique et un contenu remarquables. 
Vidéo
La diffusion de la vidéo photographique de A La Costa Sud a été assurée par Monte Carlo Producer Note et par Cannes France, the complete guide to Cannes, France, qui l’a diffusée à l’occasion du Festival International du Film de Cannes.

### Cd1 -A la Costa Latin and World
Morceaux - Auteurs / Compositeurs - Artistes 

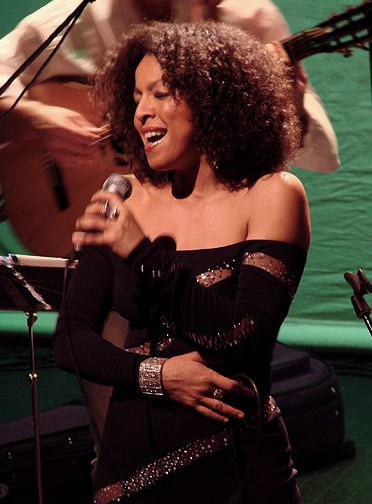
La chanteuse brésilienne Nina Papa lors d'une performance du "Jobim Project".

1. Salsa Universal (B. Sundres / R. Quintero) - Conjunto Massalia (Cuba-France)
2. Canto A Yemaya (J. McPherson) - Conjunto Massalia
3. Partage (D. Gaspari)  - Conjunto Massalia
4. Alguien En Quien Confiar (J. McPherson) - Janysett McPherson (Cuba)
5. Vocè Vai Ver (A.C. Jobim) - Nina Papa (Brésil)
6. Sabe Vocè (C. Lyra / V. De Moraes) - Nina Papa
7. Dowtown Guaguanco (R. Paz) - Ruben Paz (Cuba)
8. African Spirit (R. Paz) - Ruben Paz
9. Oxala (O. Roura) Oxai Roura (Guyane-Brésil)
10. Balance (F.D. F. Alves / G. Anfosso) - Gabriel Anfosso (France)
11. A Felicidade (A.C. Jobim) - Montparnasse (Italie-France)
12. Gémeaux (F.D. F. Alves / G. Anfosso) - Gabriel Anfosso
13. Samba Um (R. Torre / Allan Jones) - Samba Um (Brésil)
14. Além Do Rio  (R. Torre / R. Pereira) - Samba Um
15. Gimme Gimme Gimme (G.Daks) - Groovy Daks (Ghana)
16. Ny Fanahy (I. Rabaraona) - Isa Rabaraona (Madagascar)
17. Gabrielle (T. Galliano) - Thierry Galliano (France)
18. Si Vocè Voltar  (N. Luchi) - Nicolas Luchi (France) / Linus Olsson (Suède)
19. Nkommode (G.Daks) - Groovy Daks

### Cd2 -A la Costa Jazz
Morceaux - Auteurs / Compositeurs - Artistes

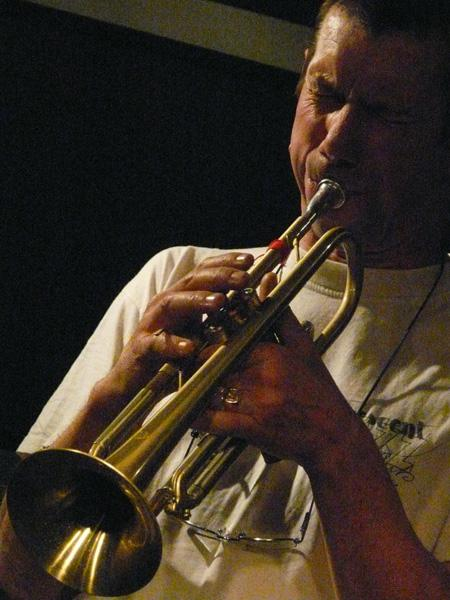
Le trompettiste français
François Chassagnite

1. Don't Ever Go Away (Jobim / Duran / Gilbert) - Lilian Terry (Royaume-Uni-Italie-Égypte)
2. Phaléne  (F. D'Oelnitz) - François Chassagnite (France)
3. Nica's Dream (H. Silver) - Nina Papa (Brésil)
4. Suite Venus (F. Crosara) - Francesco Crosara États-Unis-Italie)
5. Miami Nights  (A. Bianchi) - Amedeo (Italie)
6. In And Out (J.M. Jafet) - Jean Marc Jafet (France)
7. It Don't Mean A Thing (Mills / Ellington) Shirley Bunnie Foy (États-Unis)
8. The Old Country (N. Adderly / C. R. Davis) - Georgia Mancio (Royaume-Uni)
9. Easy To Love (C. Porter) - Francesco Crosara
10. Funky Dream (A. Bianchi) - Amedeo
11. God Bless The Child  (Holiday/ Herzog) - Lilian Terry
12. Lookin' For (G. Prestipino G.) - Pino Presti Sound (Italie)
13. Mantega Righi (J.M. Jafet) - Jean Marc Jafet
14. Something Old...Something New (A. Bianchi) - Amedeo
15. Harlem Town (S.B. Foy / G. Fabris) - Shirley Bunnie Foy / Josh Fabris (Italie)
16. On Verra (L. Olsson) - Linus Olsson (Suède)
17. When Sunny Gets Blue (J/ Segal / M. Fisher) - Shirley Bunnie Foy

### Cd3 -A la Costa Love Flavors
Morceaux - Auteurs / Compositeurs - Artistes

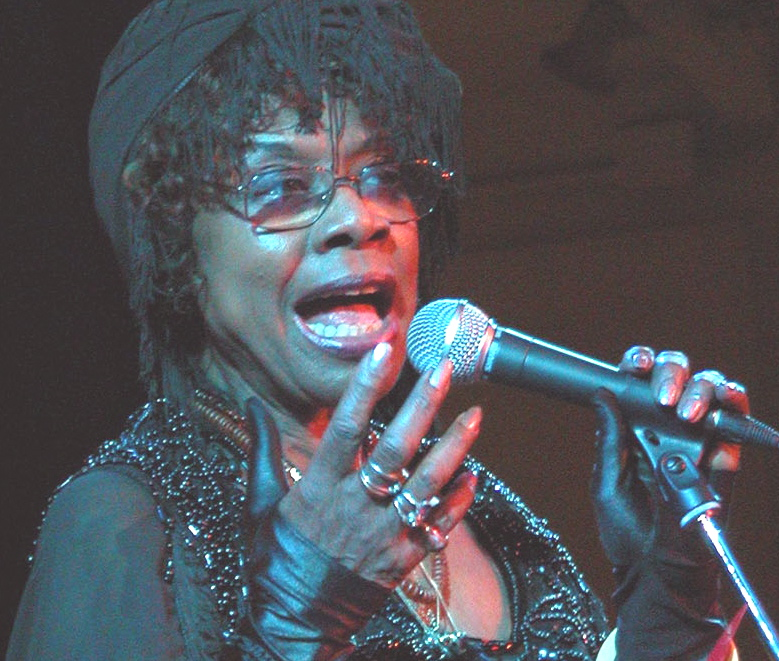
La chanteuse américaine Shirley Bunnie Foy

1. Douce France (C.Trenet) - Christophe Chapelle (France)
2. Something Stupid (C.Carson Parker) - Scott Parker Allen (États-Unis)
3. You Will Be All Right (E./M. Benlolo) - Santos (France)
4. Stekache (N. Luchi) - Nicolas Luchi (France)
5. Le Fruit Qu'on Fit (T. Delcourt) - Timothée (France)
6. Now Loading (M. Guillermont) - Marc Guillermont (France)
7. Round About Midnight (T. Monk) - Eddy & Dus meet Lilian Terry
8. I Wanna Bioman (S. P. Allen) - Scott Parker Allen
9. Business World (E./M. Benlolo) - Santos
10. L.O.V.E. (M. Gabler / B. Kaempfert) Shirley Bunnie Foy
11. Décembre (Succede A Dicembre) - (P. Palma / D. Viccaro / G. Prestipino / M.Luca) - Janysett McPherson
12. Lady Ann (prologue) - (M. Guillermont) - Marc Guillermont
13. I'm Longing For Love (Seymour / D. Modugno) - Pino Presti & Mad of Jazz
14. Intro Sakai (L. Olsson) - Linus Olsson feat. Yona Yacoub (France)
15. Vierge (F.D. F. Alves / G. Anfosso) - Gabriel Anfosso (France)
16. Try To Be Somebody (E./M. Benlolo) - Santos
17. Elegie (F. Apostoly) - Les Dupont (France)
18. Ue Lé Lé (S.B. Foy) - Shirley Bunnie Foy

### Les artistes

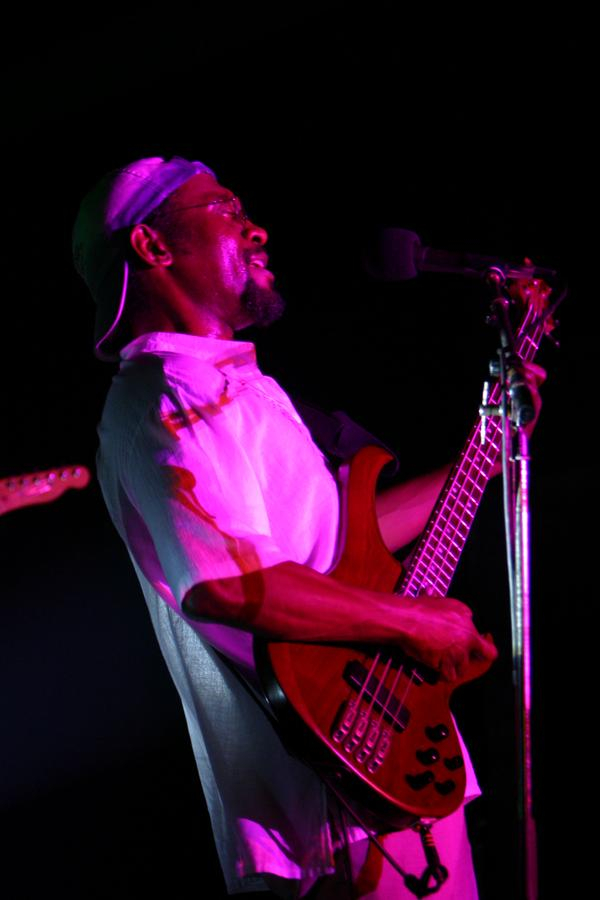
Le chanteur-bassiste américaine Scott Parker Allen

- Scott Parker Allen - Amedeo - Gabriel Anfosso - Christophe Chapelle
- François Chassagnite - Francesco Crosara - Groovy Daks - Les Dupont
- Josh Fabris - Shirley Bunnie Foy - Thierry Galliano - Marc Guillermont
- Jean-Marc Jafet - Nicolas Luchi - Georgia Mancio - Conjunto Massalia
- Janysett McPherson - Montparnasse - Linus Olsson - Nina Papa - Ruben Paz
- Pino Presti - Isa Rabaraona - Oxai Roura - Samba Um - Santos - Lilian Terry
- Timothée et les hôtes Eric Alberti - Alain Asplanato - Sébastien Chaumont
- Claudio Citarella - Jean Luc Danna - Bruno De Filippi - Sandrine De Stefanis
- Fred D'Oelsnitz - Antonio Faraò - Thomas Galliano - Neil Gerstenberg
- Marc Peillon - Robert Perci - Fabrice Bistoni - Ronnie Rae - Benny Ross
- Laurent Sarrien - Yohan Serra - Nicolas Viccaro - Yona Yacoub...

#### Production
- Producteur : Pino Presti
- Réalization par Edizioni Curci : Federico Sacchi
- Coproducteur : Dominique Viccaro
- Artwork : Fabrizio Marzagalia
- Assistant de production : Marie Joëlle Colin
- Post-production : Philippe Frache-D'arco - Nice
- Mastering : Studio Arion - Nice
- Website : Luca Da Rios